# Noreikiškės
Noreikiškės är en ort i Litauen.   Den ligger i kommunen Kauno rajono savivaldybė och länet Kaunas län, i den centrala delen av landet, 90 km väster om huvudstaden Vilnius. Noreikiškės ligger 70 meter över havet och antalet invånare är 926.
Terrängen runt Noreikiškės är platt. Runt Noreikiškės är det mycket tätbefolkat, med 1 177 invånare per kvadratkilometer. Närmaste större samhälle är Kaunas, 3,6 km öster om Noreikiškės. Trakten runt Noreikiškės består till största delen av jordbruksmark.